# Wołodymyriwśke (obwód zaporoski)
Wołodymyriwśke (ukr. Володимирівське) – wieś na Ukrainie, w obwodzie zaporoskim, w rejonie zaporoskim, w hromadzie Szyroke. W 2001 liczyła 1711 mieszkańców, spośród których 1237 wskazało jako ojczysty język ukraiński, 471 rosyjski, 1 bułgarski, a 2 białoruski.